# Dofí negre
El dofí negre (Cephalorhynchus eutropia) és un dels quatre dofins del gènere Cephalorhynchus. Viu principalment a les aigües de la costa de Xile, país on se'l coneix com a Tonina, però també pot vagar per la costa de l'extrem sud de l'Argentina. Se'l sol observar en petits grups d'entre dos i deu individus, tot i que a vegades se'n formen grups més grans.